# Alt-uyghurische Sprache

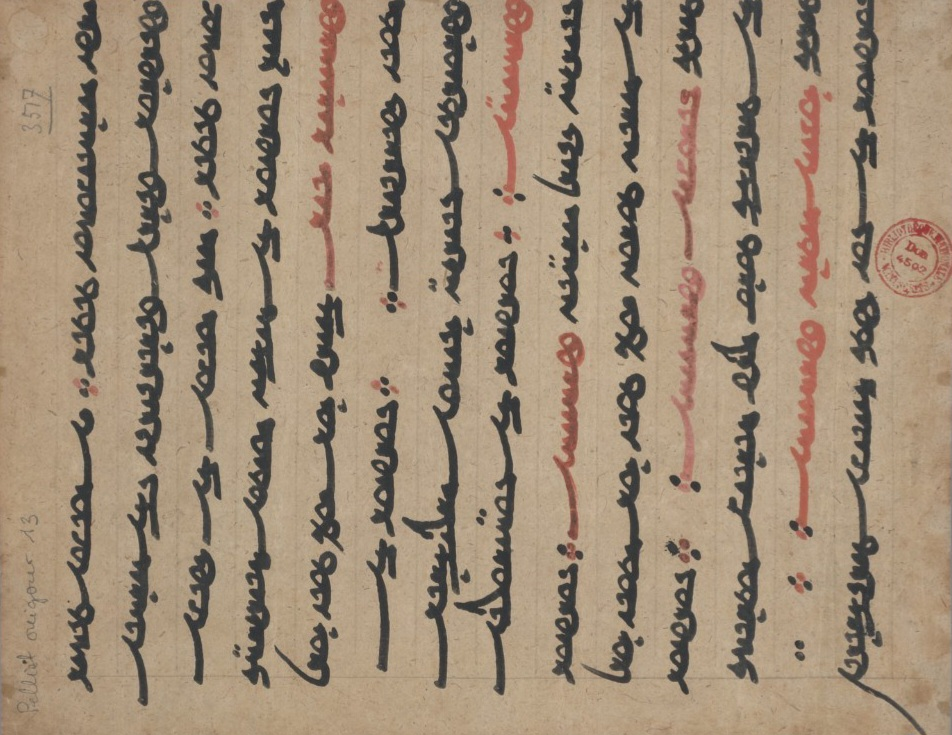
Alt-uyghurische Handschrift

Das Alt-Uyghurische, auch Alt-Uigurisch – war die Sprache der sich Qarluq nennenden Türken, die unter anderem mit den Oghusen zusammen das zweite Göktürkenreich und schließlich die Dynastie der Karachaniden begründeten – sie werden auch (mittelalterliche) Uiguren genannt.
Alt-Uigurisch darf nicht im Sinne einer direkten Vorgängerform des heutigen Uigurischen verstanden werden. Das Altuigurische ist mit dem West-Yugurischen, das zum sibirischen Zweig gehört, am nächsten verwandt oder sogar eine frühe Form davon, während das sogenannte moderne Uigurisch vom Tschagataischen abstammt und zur karlukischen oder Südost-Gruppe der Turksprachen gehört. Zur Klassifikation siehe den Artikel Turksprachen.

## Einordnung
Alt-Uigurisch gehört sprachgeschichtlich zur Sprachgruppe der Uighurischen Sprachen, weist aber bereits starke Bezüge zu den oghusisch-westtürkischen Dialekten auf; sie ist also als eine Mischsprache anzusehen.
Aus ihren Dialekten erwuchs die auch Uyghurisch genannte Sprache, die im Uigurischen Kaganat gesprochen wurde.
Als eine Schwestersprache des Alt-Uyghurischen kann auch das eigentliche Qarluq-Uyghurische gelten, das zur Staatssprache des Karachanidenreiches wurde.
Als Nachfolgesprache beider Varianten ist schließlich im 15. Jahrhundert das Tschagataiische anzusehen, das ab den frühen 1920er Jahren vielfach nur noch als „Alt-Usbekisch“ (Turkestan) bzw. als „Alt-Uigurische Sprache“ bezeichnet wurde.

## Beschreibung
Die (Alten) Uiguren gehören zu den frühesten Sprechern einer Turksprache in Zentralasien und werden bereits in chinesischen Aufzeichnungen des 3. Jahrhunderts erwähnt. Alttürkisch und Altuigurisch werden oft als Synonyme verwendet. Das Altuigurische als Variante des Alttürkischen ist die am besten bezeugte Sprache des vorislamischen Zentralasiens und zugleich die erste ausführlich dokumentierte türkische Literatursprache, woraus sich ihre große Bedeutung sowohl für die Turkologie und allgemeine Sprachwissenschaft ergibt, als auch für die vielfältige Kulturgeschichte der Seidenstraße.
Die Sprache wurde sowohl von den Türk (Köktürken) als auch von den (Alten) Uiguren gesprochen, die die Türk auf dem Gebiet der Mongolei verdrängten. Es handelt sich dabei um die Sprache, in der die frühesten erhaltenen turksprachigen und darüber hinaus auch die ältesten altaisprachigen (im Sinne von: Turksprachen, mongolische Sprachen und tungusischen Sprachen) Texte verfasst wurden. Ihre wichtigsten Sprachdenkmäler sind in der Mongolei entdeckte Grabstelen mit „Runen“-Inschriften aus der ersten Hälfte des achten Jahrhunderts, während kleinere, erhaltene Sprachfragmente möglicherweise schon aus dem sechsten Jahrhundert stammen. Diese alttürkischen oder uigurischen Sprachdenkmäler sind somit nicht nur für die Geschichts-, sondern auch für die Sprachwissenschaft außerordentlich bedeutend. Zwei der in der Mongolei gefundenen alttürkischen Inschriften – die zu Ehren von Bayan Chor (auch: Moyun Čor) nach seinem Tod errichtete Inschrift von Šine-Usu und diejenige von Suji (Süüǰi) – wurden von den Uiguren errichtet. Die in Ostturkestan – vor allem in der Region Turpan – gefundenen alttürkischen Manuskripten bezeichnen die Sprache, in der sie geschrieben sind, mit den synonym verwendeten Namen türk tili und uyγur tili (dt. etwa: Sprache der Türk, gleichbedeutend mit: Sprache der Uiguren). In Kolophonen einer Kopie des buddhistischen Suvarṇaprabhāsa Sūtra aus dem Ende des 17. Jahrhunderts wird sogar den Begriff „türk-uigurische Sprache“ (türk uyγur tili verwendet).
Von den drei Dialekten, die innerhalb der alttürkischen Sprache unterschieden werden können, wurde der erste von den Türk gesprochen, der zweite von den (Alten) Uiguren (auch in manichäischen Schriften verwendet) und der dritte in Ostturkestan (typisch für buddhistische Schriften, üblich auch in profanen Schriften, Rechtsdokumenten und medizinischen Schriften). Die Unterscheidung dieser drei Dialekte wird üblicherweise anhand der Variation von ń (palatisiertes „n“) ~ n ~ y vorgenommen, etwa am Beispiel des Wortes für „schlecht“: ańïγ ~ anïγ ~ ayïγ. Nach der Abwanderung aus der Mongolei in das Tarimbecken gaben einige uigurische Gruppen ihren ursprünglichen anïγ-Dialekt auf und übernahmen stattdessen den in der Region bei einigen anderen turksprachigen Völkern gebräuchlichen ayïγ-Dialekt.
Der Wortschatz des Alttürkischen enthält eine beträchtliche Anzahl von Lehnwörtern, die aus dem Chinesischen, Sogdischen, Tocharischen, Sanskrit (direkt oder indirekt) und aus einigen weiteren Sprachen entlehnt wurden. Diese Entlehnungen treten am häufigsten in buddhistischen Texten auf und enthalten Fachbegriffe, die vor allem aus dem Sanskrit oder der chinesischen Sprache stammen. Bemerkenswerterweise fehlen Entlehnungen aus dem Mongolischen, während aber einige ugrische und samojedische Begriffe von frühem Kontakt zu den betreffenden Völkern zeugen. Im anïγ-Dialekt sind hingegen verhältnismäßig wenige Lehnwörter enthalten.

## Schrift
Die als alttürkisch oder alt-uyghurisch bezeichneten, vorislamischen türkischen Sprachen im Gebiet der heutigen Mongolei und des heutigen China wurden mit den sogenannten Orchon-Runen geschrieben, später auch mit einem eigenen uigurischen Alphabet. Dessen Schreibrichtung änderte sich unter chinesischem Einfluss in eine vertikale von oben nach unten. So wurde es von den Mongolen übernommen. Nach der Annahme des Islam schrieben die turksprachigen Völker Zentralasiens ihre Idiome mit einem angepassten arabischen Alphabet. In Fortwirkung der altuigurischen Tradition wurde auch in der an sich vokallosen arabischen Schrift die Vokale bezeichnet (sogenannte Plene-Schreibung). Als Schriftsprache setzte sich die tschagataische Sprache durch, die ab dem 17. Jahrhundert in lokale Varietäten zerfiel und ab dem 20. Jahrhundert durch die (neu-)uigurische Sprache abgelöst wurden.